# Concilio di Costantinopoli II
Il secondo Concilio di Costantinopoli fu convocato dall'imperatore bizantino Giustiniano I (527-565) nel 553 con l'obiettivo di raggiungere una posizione comune alle Chiese d'Oriente e d'Occidente sulla condanna del monofisismo. Tutt'oggi i suoi decreti sono validi sia per la chiesa cattolica che per la chiesa ortodossa, per i vetero-cattolici e per i luterani.
È storicamente ricordato, oltre che per i suoi decreti, per aver originato lo Scisma tricapitolino, che divise la Chiesa d'Occidente per circa un secolo e mezzo.

## Cause del concilio
La cristologia monofisita (secondo cui Cristo avrebbe solamente la natura divina e non più quella umana poiché quest'ultima è stata assorbita da quella divina) era stata condannata dal concilio di Calcedonia (451). Nonostante ciò, un secolo dopo i monofisiti erano ancora numerosi e conservavano molti agganci politici alla corte di Costantinopoli. Tra le massime figure a loro favorevoli, vi era la coniuge di Giustiniano, l'imperatrice Teodora.
Giustiniano, nella sua autorità di legislatore ecclesiastico, promulgò nel 543-544 un editto con cui si prefisse di ricucire i rapporti coi monofisiti. Si trattava della «condanna dei Tre Capitoli», testi scritti oltre un secolo prima da tre vescovi, nonché maestri, della scuola teologica di Antiochia (Teodoro di Mopsuestia, Teodoreto di Cirro e Iba di Edessa). In questo modo l'imperatore rigettava le idee diofisite sospettate di nestorianesimo, senza confutare i decreti dei concili ecumenici del passato.
Ottenuto l'assenso dei vescovi d'Oriente, l'approvazione dell'editto incontrò un primo ostacolo nella persona del patriarca di Costantinopoli, che si rimise al volere della sede apostolica romana. Giustiniano, volendo chiudere la questione in breve tempo, convocò il pontefice direttamente a Costantinopoli. Nel 546 Papa Vigilio fu prelevato da Roma e condotto forzosamente nella capitale bizantina: qui fu trattenuto e fu fatto oggetto di pressioni, al fine di ottenere la sua controfirma al decreto.
Vigilio invece giudicò l'editto imperiale in contrasto con il Concilio di Calcedonia e si rifiutò di firmarlo. Il "domicilio coatto" a Costantinopoli si protrasse per diversi mesi. Ma alla fine le pressioni della corte ebbero il loro effetto e l'11 aprile 548 (giorno di Pasqua) il pontefice inviò al patriarca Mena uno scritto (Iudicatum) che condannava i tre capitoli. Subito i vescovi d'Occidente e dell'Africa respinsero il documento pontificio. Dall'Africa arrivò addirittura una scomunica al papa. La chiesa era vicina ad uno scisma. Vigilio ci ripensò: ritirò il suo Iudicatum e propose all'imperatore la convocazione di un concilio ecumenico.
Giustiniano, stanco dei cambiamenti di posizione del pontefice, emanò un nuovo editto di condanna dei Tre Capitoli (agosto 551). L'editto ottenne l'adesione dei soli vescovi orientali. L'imperatore ed il patriarca Eutichio, successore di Mena, convocarono quindi un Concilio ecumenico a Costantinopoli. Il papa, che voleva che il concilio si tenesse in Italia o in Sicilia, non vi prese parte.
Giustiniano aveva convocato un numero di vescovi da tutti i cinque patriarcati, in pari numero. A causa dell'assenza del pontefice, parteciparono molti più vescovi orientali che occidentali. Il Concilio si riunì il 5 maggio 553 nella basilica di Santa Sofia, la cattedrale di Costantinopoli. Il patriarca di Costantinopoli Eutichio presiedette il sinodo: 165 vescovi, dei quali 8 africani, sottoscrisseo i decreti del concilio, nel quale vennero condannati i Tre Capitoli e l'origenismo. Per conto dell'imperatore, infine, il patriarca Eutichio pretese l'approvazione dei canoni conciliari di condanna del nestorianesimo.

## La discussione

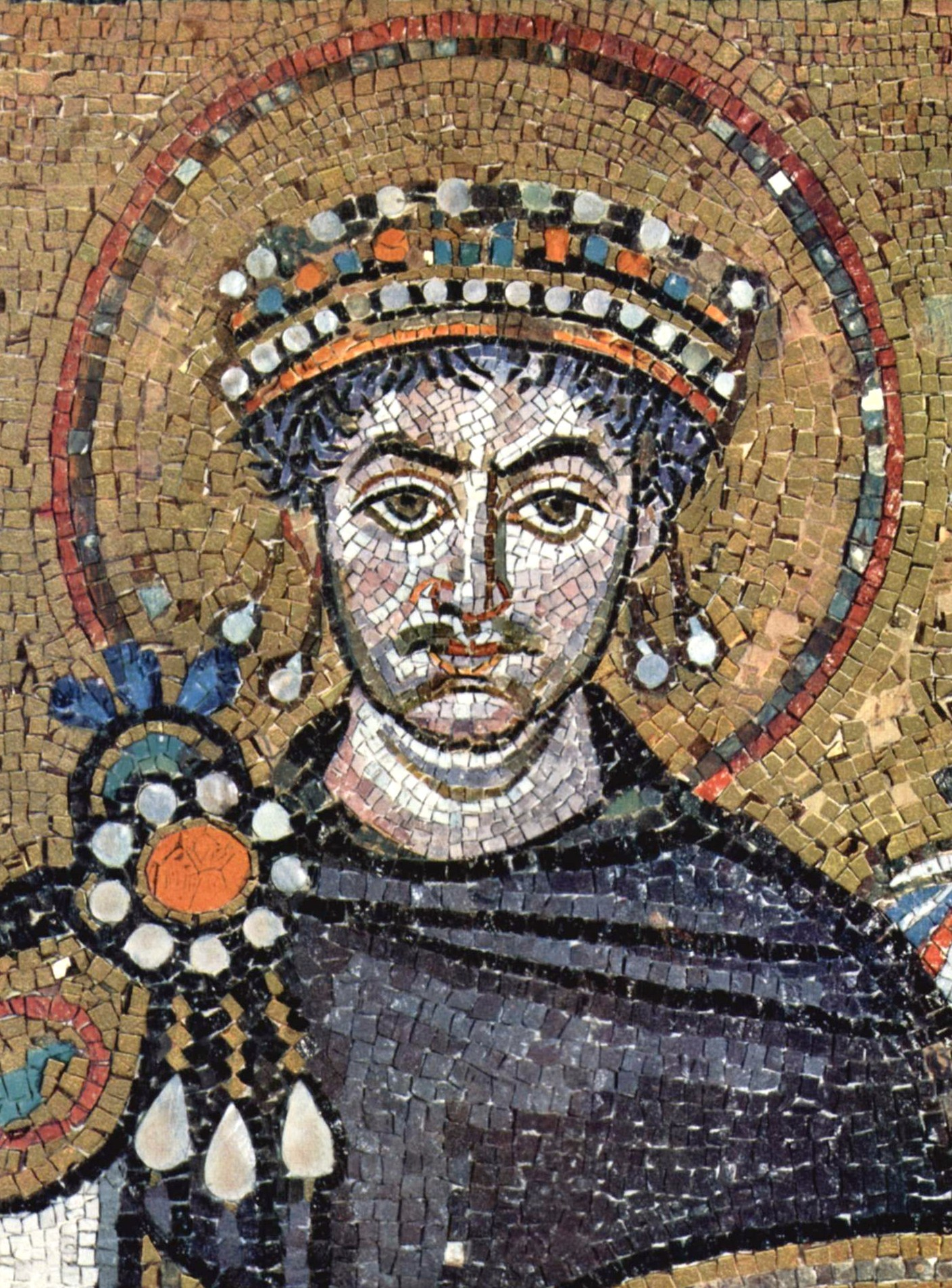
Mosaico di San Vitale a Ravenna rappresentante l'imperatore bizantino Giustiniano I, che convocò il Concilio.

Il concilio di Costantinopoli II, condannando gli scritti di Teodoro di Mopsuestia (maestro di Nestorio), di Teodoreto di Cirro e la lettera che Iba scrisse al persiano Mari (vescovo nestoriano di Seleucia-Ctesifonte dopo il 433), conferma la teologia dei precedenti quattro concili, Nicea I, Costantinopoli I, Efeso e Calcedonia ed attesta la canonicità degli insegnamenti di San Cirillo d'Alessandria che aveva avuto una parte essenziale al concilio di Efeso. Secondo la teologia di Cirillo, Gesù Cristo è una sola ipostasi con due nature, quella del Logos, cioè divina, e la carne, cioè l'umana. Le due nature, la divina e l'umana, sono diverse e distinte, e mantengono le loro caratteristiche, ma sono unite nell'unica persona, quella del Logos incarnato. 
Al Concilio fu condannata come eresia anche la dottrina detta apocatastasi.
Come si è detto, Teodoro di Mopsuestia era stato maestro di Nestorio, condannato dal concilio di Efeso del 431. Teodoreto di Cirro aveva scritto contro questo sinodo e contro i dodici anatematismi di Cirillo (approvati ad Efeso) ed in difesa di Teodoro e di Nestorio. Anche la lettera di Iba, dove si afferma che dalla vergine Maria è nato un puro uomo, accusa Cirillo di apollinarianesimo (eresia condannata al concilio di Costantinopoli I) ed incolpa il concilio di Efeso di avere condannato Nestorio senza il dovuto esame. Infine, chiama empi e contrari alla retta fede i dodici capitoli pronunciati ad Efeso da Cirillo contro Nestorio e difende Teodoro e Nestorio ed i loro scritti.
Condannando tali scritti, il concilio riconosceva la retta fede di S. Cirillo, accusato da alcuni di tendenze monofisite.
Il concilio confermava, infine, la condanna di Apollinare e di Eutiche che avevano affermato un'unione secondo confusione. La santa Chiesa predica un'unione secondo composizione, cioè secondo sussistenza. Questa infatti: a) conserva senza confusione le parti che si unirono nel mistero di Cristo; b) non introduce divisione. Gesù Cristo è consustanziale a Dio secondo la divinità e consustanziale a noi secondo l'umanità, ma non deve essere diviso per parti.
Il secondo Concilio di Costantinopoli proclamava infine la "verginità perpetua di Maria".

## Avvenimenti successivi
Quantunque il Constitutum di papa Vigilio (14 maggio 553), sottoscritto da 16 vescovi, rigettasse 60 proposizioni di Teodoro di Mopsuestia, ma non la sua memoria e si rifiutasse di condannare Iba di Edessa e Teodoreto dai quali era assente ogni sospetto d'eresia e reintegrati nelle loro sedi episcopali già dal Concilio di Calcedonia, il sinodo, nella VIII sessione del 27 giugno condannò nuovamente i tre capitoli (Teodoro, Teodoreto ed Iba) nel medesimo modo con cui li aveva condannati Giustiniano, emettendo una sentenza che si concluse con 14 anatematismi.
Papa Vigilio, considerata attentamente la questione per sei mesi, temendo le persecuzioni di Giustiniano verso i suoi presbiteri, approvò il concilio con una lettera inviata ad Eutichio l'8 dicembre, con la quale "avendo seguito il consiglio di Agostino" ritrattò il suo parere precedente e condannò gli errori dei tre maestri della scuola antiochena.
I decreti del concilio non furono recepiti dal patriarcato di Aquileia e dai vescovi delle diocesi adiacenti, provocando lo Scisma tricapitolino. Inizialmente anche la Chiesa di Milano si oppose alle conclusioni del Concilio in concordanza con la Chiesa di Aquileia, ma ritornò in tempi abbastanza brevi (573) in comunione con il papa.

## Fonti
Gli atti di questo concilio rimangono solamente in versione latina; in greco, invece, solamente in pochi passi, tra cui i 14 anatematismi. La ricerca più recente ha dimostrato che gli anatematismi contro Origene non sono da attribuirsi a questo concilio.

## Partecipanti
Gli atti conciliari riportano diverse liste di vescovi che presero parte al concilio. Si tratta per la maggior parte delle liste delle presenze alle varie sedute, redatte dai segretari all'inizio di ogni sessione; tuttavia, solo per le prime quattro sedute e per quella conclusiva del 2 giugno, i segretari hanno messo per iscritto l'elenco completo dei vescovi presenti, copiando sostanzialmente l'elenco della prima seduta.
Nella seduta finale del concilio, gli atti riportano due liste: quella iniziale delle presenze, con 152 nomi di vescovi, e quella finale delle sottoscrizioni, con i nomi di 165 vescovi. Quest'ultimo elenco è anche l'unica lista di sottoscrizioni presente in tutti gli atti conciliari.
La maggior parte dei vescovi proveniva dalle province bizantine, sottomesse al patriarcato di Costantinopoli, dell'Asia Minore nelle diocesi civili di Ponto e di Asia, mentre minori erano i rappresentanti delle diocesi di Tracia e dell'Illirico. I patriarchi di Antiochia e di Alessandria, Domnino e Apollinare, erano personalmente presenti con un proprio gruppo di vescovi, mentre il patriarca di Gerusalemme era rappresentato da tre vescovi, Stefano di Rafia, Giorgio di Tiberiade e Damiano di Sozusa. Al concilio presero parte anche alcuni vescovi dell'Africa romana, tra cui Sestiliano di Tunes in rappresentanza di Primoso di Cartagine.
Diversamente da altri concili, la lista delle sottoscrizioni del 2 giugno non rispetta l'ordine gerarchico proprio delle Chiese orientali e non presenta perciò alcuna suddivisione dei firmatari in province ecclesiastiche. Inoltre, l'assenza degli atti originali in greco, rende in alcuni casi problematico ricostruire la forma esatta del nome dei vescovi e delle loro sedi di appartenenza.

### Elenco dei vescovi
Nell'ultima seduta conciliare si trovano le uniche sottoscrizioni riportate dagli atti del concilio. La lista comprende i nomi di 165 vescovi, a cui bisogna aggiungere il vescovo Diogene di Augustopoli, il quale, pur inserito nella lista delle presenze della seduta del 2 giugno, per motivi sconosciuti non sottoscrisse o non poté sottoscrivere gli atti, che furono firmati al suo posto da Megas di Mero.
L'elenco che segue, con le sedi di appartenenza di ciascun vescovo, è quello riportato nell'edizione critica degli Acta Conciliorum Oecumenicorum.
1. Eutichio di Costantinopoli
2. Apollinare di Alessandria
3. Domnino di Antiochia di Siria
4. Stefano di Rafia[9]
5. Giorgio di Tiberiade[9]
6. Damiano di Sozusa[9]
7. Benigno di Eraclea[10]
8. Teodoro di Cesarea di Cappadocia
9. Andrea di Efeso
10. Sestiliano di Tunes[11]
11. Megezio di Eraclea di Tracia
12. Anastasio di Tavio[12]
13. Giovanni di Ilio[13]
14. Eusebio di Tiro
15. Giovanni di Nicomedia
16. Stefano di Nicea
17. Costantino di Calcedonia
18. Pietro di Tarso
19. Giovanni di Cucuso[14]
20. Giovanni di Cesarea di Palestina
21. Pompeiano di Vittoriana
22. Amazonio di Edessa
23. Alessandro di Gangra
24. Tommaso di Apamea di Siria
25. Eufranta di Tiana
26. Teodoro di Gerapoli di Siria
27. Bosforio di Neocesarea del Ponto
28. Giovanni di Bosra
29. Filippo di Mira
30. Teodoro di Seleucia di Isauria
31. Giuliano di Sardi
32. Teodoro di Gortina
33. Eustazio di Damasco
34. Teodosio di Rodi
35. Teodoro di Antiochia di Pisidia
36. Eulogio di Perge
37. Ciriaco di Amida
38. Severiano di Afrodisia
39. Severo di Sinnada
40. Pietro di Side
41. Abramo di Sergiopoli
42. Asigno di Traianopoli di Frigia[15]
43. Giovanni di Adrianopoli
44. Giovanni di Maronea
45. Teodosio di Giustinianopoli di Cappadocia
46. Stefano di Laodicea di Siria
47. Aussano di Gerapoli di Frigia
48. Eustazio di Massimianopoli
49. Paolo di Eno
50. Domezio di Calcide
51. Eterio di Anazarbo
52. Valeriano di Obba
53. Dionisio di Seleucia di Siria
54. Teodoro di Drizipara
55. Severo di Pompeopoli
56. Giorgio di Cipsela

1. Crescente di Cuicul
2. Romano di Gabala
3. Giorgio di Giustinianopoli di Armenia
4. Giovanni di Nissa
5. Basilio di Camuliana
6. Giovanni di Barcuso
7. Sergio di Cinopoli
8. Cristoforo di Arcadiopoli
9. Stefano di Clisma
10. Teodosio di Biblo
11. Leonzio di Arca
12. Giovanni di Mirina
13. Alessandro di Amfipoli
14. Tommaso di Berissa
15. Teodoro di Leontopoli
16. Emiliano di Antipirgo
17. Aristodemo di Filomelio
18. Talelaio di Adrianopoli di Pisidia
19. Teoctisto di Eritre
20. Diogeniano di Sozopoli
21. Basso di Damiata
22. Anatolio di Cime
23. Conone di Magido
24. Diogene di Crazia
25. Teoctisto di Prusa
26. Giorgio di Tolemaide
27. Elia di Dioclezianopoli
28. Teonas di Cuse
29. Teodoro di Limira
30. Zosimo di Antandro
31. Asincrezio di Arado
32. Stefano di Botri
33. Filippo di Fello
34. Menas di Myriangelos
35. Cipriano di Corico
36. Restituto di Milevi
37. Tommaso di Costantina
38. Teodoro di Elenopoli
39. Severo di Tabe
40. Teoctisto di Alicarnasso
41. Tommaso di Circesio
42. Sotero di Aulona
43. Gennadio di Zenonopoli
44. Cosma di Mallo[16]
45. Dionisio di Megara
46. Callinico di Opo
47. Pascasio di Aegium[17]
48. Erasimo di Cibira
49. Sergio di Emeria
50. Giovanni di Neocesarea di Siria
51. Talleleo di Isinda
52. Cresconio di Zattara
53. Anatolio di Sebaste[18]
54. Nonno di Dausara
55. Stefano di Balanea

1. Vittore di Sinna
2. Costantino di Mideo
3. Macario di Primnesso
4. Megas di Mero
5. Genetlio di Dorileo
6. Crescituro di Bossa[19]
7. Niceta di Epifania
8. Alessandro di Dionisiopoli
9. Pelagio di Ezani
10. Gerone di Anastasiopoli[20]
11. Glauco di Alia
12. Procopio di Antinoe
13. Pietro di Domeziopoli
14. Giovanni di Colonia
15. Fronimo di Sinao
16. Giovanni di Dorostoro
17. Uranio di Tralle
18. Giovanni di Cerasa
19. Macedonio di Giustinianopoli di Bitinia
20. Ecdizio di Tenos
21. Eulogio di Danaba
22. Teodoro di Corada
23. Elpidoforo di Anastasiopoli di Caria
24. Curione di Dadima
25. Teodoro di Laodicea di Pisidia
26. Silas di Tiberiopoli
27. Diogene di Augustopoli[21]
28. Teodoro di Ingila
29. Giuliano di Zeugma
30. Dorimene di Adraa
31. Giovanni di Lero
32. Teodoro di Gargara
33. Teodoro di Comana
34. Rufino di Sebastea
35. Conone di Semnea
36. Ciriaco di Case
37. Sisinnio di Preneto
38. Giuliano di Batne
39. Anastasio di Raclea
40. Teodoro di Portmo
41. Paolo di Stettorio
42. Stefano di Amasea
43. Paolo di Adraso
44. Evandro di Cnido
45. Menas di Scarpanto
46. Eleusio di Traianopoli di Rodope
47. Sabazio di Arcadiopoli
48. Stefano di Dara
49. Stefano di Chersoneso
50. Cipriano di Adrianothera
51. Giovanni di Apamea di Pisidia
52. Leonzio di Amadassa
53. Teodoro di Bizia
54. Paolo di Anchialo
55. Conone di Adriani

Per completare l'elenco dei vescovi che presero parte al concilio, a questi 166 vescovi si devono aggiungere due vescovi che non risultano tra i firmatari delle decisioni dell'ultima sessione, ma che sono inseriti nelle liste di presenza delle diverse sedute conciliari, e cioè Foca di Stobi e Fermo di Tipasa.